# RBS 56
RBS 56  (экспортное словесное название — «Билл», BILL, бэкр. от англ. Bofors, Infantry, Light and Lethal) — шведский переносной противотанковый ракетный комплекс. Находится на вооружении ВС Швеции и армий ряда других государств с 1985 г. Обеспечивает гарантированное пробивание любых типов броневой защиты современных (на 1992 год) танков и боевых машин. Первая в мире принятая на вооружение система оружия, реализующая принцип поражения бронетехники методом атаки сверху.

## История

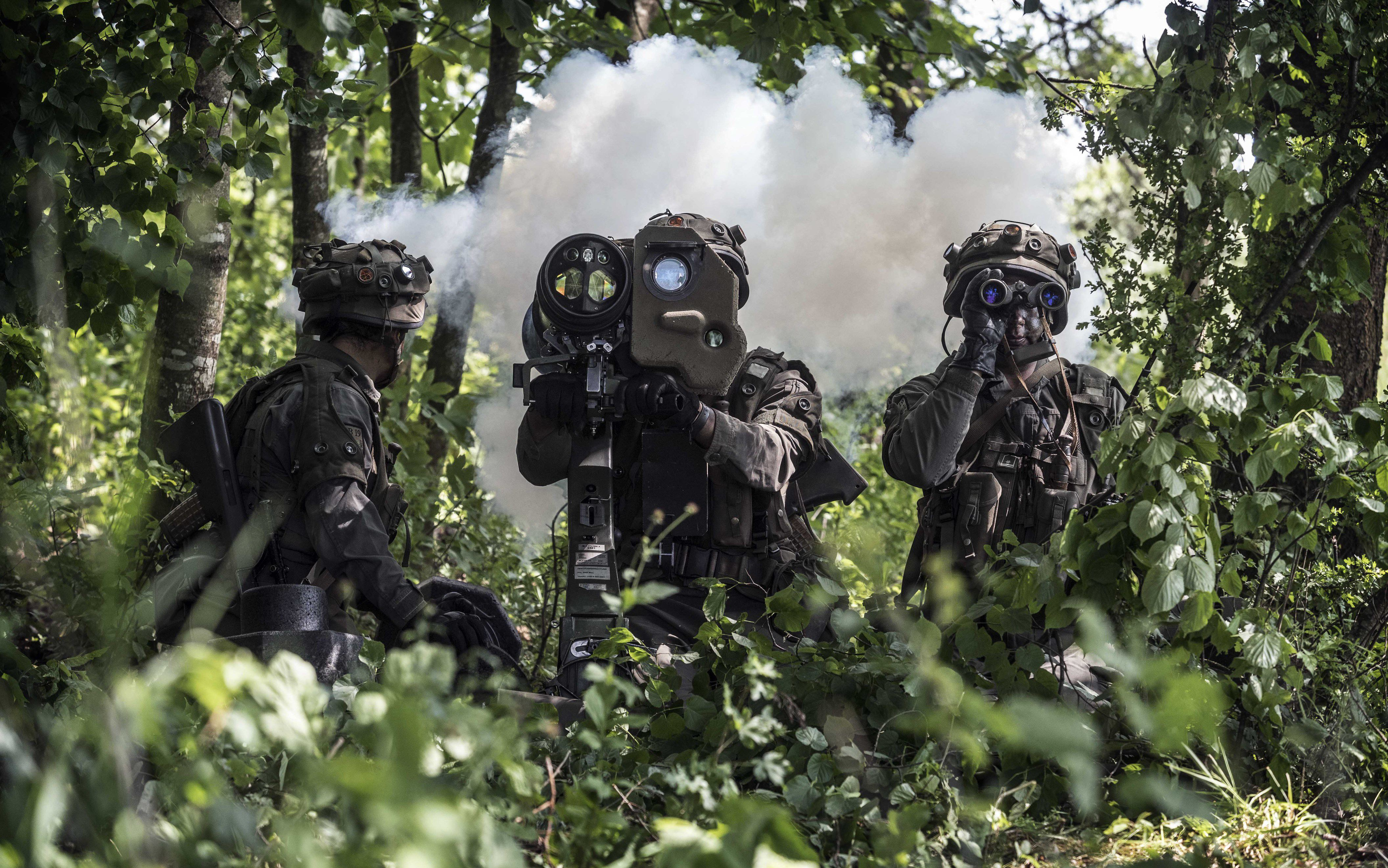
Командно-пусковой блок комплекса BILL 2 (вид спереди на ракету в пусковой трубе, оптические линзы и рукоятки управления огнём)

Разработка комплекса началась в 1979 году. В 1985 году завершились войсковые испытания, комплекс был принят на вооружение. Поставка первых серийных образцов комплексов вместе с ракетами в войска началась в 1988 году. В качестве крупных потенциальных заказчиков рассматривались США и ФРГ, под запросы которых комплекс был несколько модифицирован и в 1990—1992 годах участвовал в конкурсе на замену ПТРК «Дракон» в Вооружённых силах США, но уступил его комплексу «Дракон-2», превзойдя последний по многим показателям. Также в тот период предлагался для Бундесвера, но в итоге на вооружение Сухопутных войск ФРГ был принят «Панцерфауст-3». Модифицированный вариант комплекса под названием BILL 2 был принят на вооружение ВС Швеции в 1999 году, включил в себя ряд конструктивных изменений и расширенные боевые возможности.

## Тактико-технические характеристики
Источники информации : 
- Система наведения — полуавтоматическая по проводам
- Прицельные приспособления — раздельно стыкующиеся, дневной и ночной прицелы
- Категория мобильности — переносимый расчётом в разобранном виде
- Минимальная дальность стрельбы — 150 м
- Эффективная дальность стрельбы — 2000 м
- Максимальная дальность стрельбы — 2200 м
- Среднее время полёта ракеты на расстояние 2000 м — 11 сек
- Полная боевая масса комплекса — 49,4 кг
- Масса пусковой установки с прицельными приспособлениями — 36 кг
- Масса ракеты в пусковой трубе — 13,4 (10,7) кг
- Начальная скорость полёта ракеты — 72 м/сек
- Маршевая скорость полёта ракеты — 250 (260) м/сек
- Длина ракеты — 900 мм
- Размах оперения — 410 мм
- Диаметр корпуса ракеты — 150 мм
- Среднее возвышение ракеты в полёте над линией визирования — 750…1000 мм
- Аэродинамическая компоновочная схема — нормальная с прямоугольным оперением
- Тип выбрасывающего двигателя — твердотопливный, мгновенного выгорания
- Тип маршевого двигателя — твердотопливный с прогрессивным горением
- Боевая часть — кумулятивная с цельным зарядом (кумулятивная тандемного типа)
- Предохранительно-исполнительный механизм — двухрежимный, с неконтактным лазерным датчиком цели и контактным замыкателем ударного действия
- Угол наклона кумулятивной воронки относительно продольной оси ракеты — на 30° (90°) вниз

В скобках приведены данные для BILL 2.

## Операторы
- Бундесхеер
- Вооружённые силы Бразилии
- Вооружённые силы Швеции
- Вооружённые силы Латвии
- Вооружённые силы Саудовской Аравии